# 人駿灘

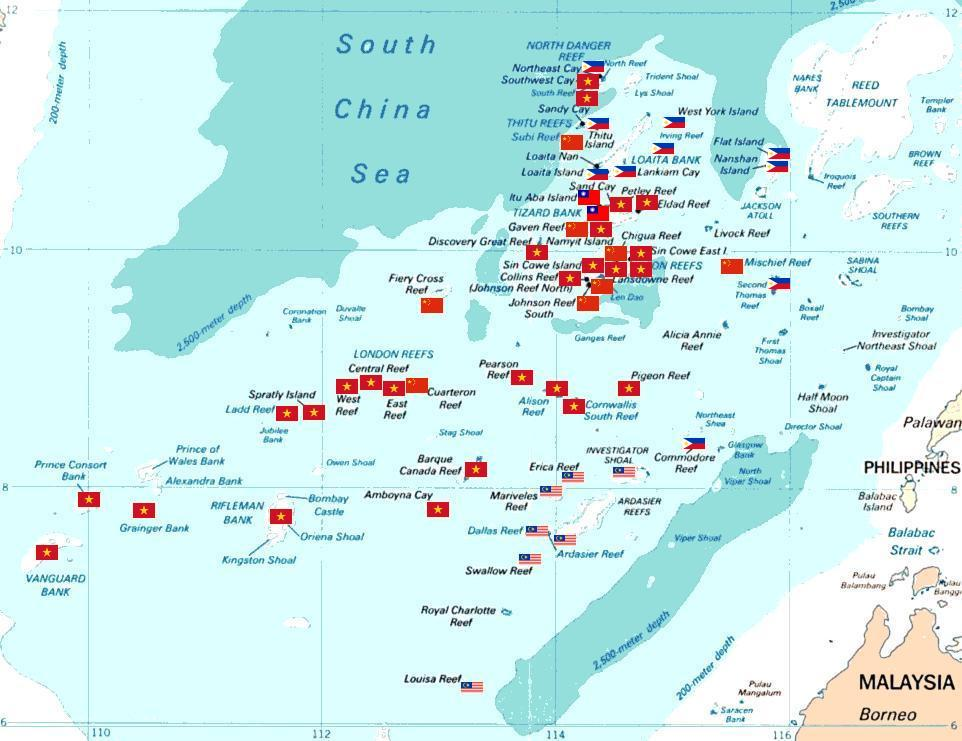
南沙諸島の実効支配状況

人駿灘（英語：Alexandra Bank、ベトナム語：Bãi Huyền Trân / 𣺽玄珍）は、南沙諸島西部にある堆である。広雅灘から南東に3.5海里離れている。
南北距離は約9キロ、東西距離は約6.5キロ。堆の底で珊瑚がはっきり見える。中国語名は、1909年に清朝広東総督張人駿が西沙諸島を巡視したことを記念したものである。
1993年からベトナムがこの堆を実効支配しているが、中華人民共和国と中華民国（台湾）も主権を主張している。